# Људско око (оптика)
Људско око, као део чула вида, има две основне функције. Једна је стварање оптичке слике на пријемним ћелијама мрежњаче, и друга је претварање те слике у сложени електрични сигнал који се оптичким нервом преноси у мозак, где се на основу њега ствара коначна слика коју видимо. Као таква, оптичка функција ока је део функције чула вида, које такође укључује физиологију ока, начин на који оно опажа оптичку слику, и њену неуралну обраду у мозгу.
Око је биолошки склоп за стварање оптичке слике, у ком су оптички елементи ткива ока са оптичким својствима и/или снагом. У ужем оквиру, предмет оптике су својства ока као оптичког склопа, и непосредно везана с овим својства оптичке слике коју оно ствара. У ширем оквиру, предмет су такође оптичка својства пријемних ћелија за светлост на мрежњачи, која је биолошки оптички детектор.

## Историја
Још од античких времена, људи су покушавали да објасне начин на који људско око омогућава да видимо ствари око себе. Старогрчки мислиоци, који нису знали за природу светлости, су се слагали у томе да је око испуњено водом, у којој се ствара слика, а Демокрит је чак учио да то није обична слика, него слика настала из повезаности ока и мозга. Арапски мислиоци, као Алхазен, помогли су да се ова учења пренесу до периода ренесансе.
 Почетком 17. века, Кристоф Шајнер (Christoph Scheiner, 1573–1650) први експериментално показује да (животињско) око ствара оптичку слику на мрежњачи. Шајнер је творац првог знаног оптичког модела људског ока (1619). На основу њега је направио први оптометар (справа за мерење фокусне грешке ока).
Пре Шајнера (1604), Кеплер је схватио да око ствара изврнуту оптичку слику предмета на мрежњачи, као и да су кратковидост и далековидост последица грешке у фокусирању ове слике. Разумевање начина на који сочива помажу да се отклони кратковидост и далековидост - што се примењивало још од 13. века - био је један од основних мотива да се схвате оптичка својства ока. 
Даљи допринос сазнањима о оптичким својствима ока даје Декарт, који између осталог схвата да очно сочиво мора да мења облик да би било у стању да створи слику на мрежњачи за различите даљине посматраног предмета.
Хајгенс прави први физички модел ока, који се састоји од две сферне површине: једне за површину рожњаче, и друге, три пута веће, за површину мрежњаче. Обе хемисфере су биле испуњене водом, са отвором који је представљао зеницу између њих. 
Са даљим развојем оптике као науке и рачунарске технологије, као и с новим сазнањима о анатомији људског ока, постали су могући тачнији модели ока који су се појавили у 19. и, нарочито, 20. веку.

## Људско око као оптички склоп
Основна својства оптичког склопа су пречник отвора (P) и жижна даљина (ƒ), који одређују његов жижни или фокални рацио F=ƒ/P. Просечна жижна даљина биолошког ока је око 23мм, док се пречник отвора, одређен отвором зенице, креће између 2 и 8мм, углавном у зависности од нивоа осветљења, мада је и старосно доба чинилац (слика десно). Сходно томе, жижни рацио биолошког ока се креће од ƒ/11,5 при 2мм отвору зенице, до ƒ/2,9 при 8мм отвору.
Жижна даљина од 23 мм је стварна, физичка жижна даљина ока. Међутим, пошто се слика ствара у оптичкој средини са индексом преламања n=1,33 (воденаста течност стакластог тела), пречник Ери диска, дат са 2,44λ/n, где је λ таласна дужина светлости, је мањи у сразмери са 1/n. Ово је последица тога што се таласна дужина светлости у гушћој средини смањује у обрнутој сразмери са индексом преламања, тј. у том погледу одговара таласној даљини λ/n у ваздуху; пошто је величина Ери диска сразмерна таласној дужини, она је у биолошком оку утолико мања него што би била у ваздуху. Према томе, одговарајућа жижна даљина ока у ваздуху била би око 17,3мм, што у том оквиру одређује и фокални рацио за дати отвор зенице.
 Слика десно приказује просторни изглед оптичког склопа ока, које се састоји од четири оптичке средине: рожњаче, воденастог тела, очног сочива и стакластог тела. Разлика у индексу преламања између воденастог тела и рожњаче, као и између све три унутрашње средине је мала, због чега је највећи део оптичке снаге ока, око две трећине, на првој површини рожњаче, док очно сочиво доприноси највећи део остатка. Мањи пресеци лево приказују положај граничног отвора (тј. зенице ока), као и збирање зрака за две величине граничног отвора приближно на два супротна краја распона његове величине. Чак и на овако малој скали видљиво је да се зраци при великом отвору зенице не сабирају у тачку, тј. да са порастом пречника зенице расту оптичке аберације ока, како у спољним деловима слике, тако и у самом средишту.
Као сваки сложен оптички склоп, са више оптичких површина и средина, око је описано са положајем улазног и излазног отвора, као и шест кардиналних тачака: предњом и задњом жижом, првом и другом главном тачком, и првом и другом чворном тачком.

### Оптички нацрт ока
Оптички склоп ока се обично представља као нацрт ока, или тзв. шематско око (енг. schematic eye). Овакав нацрт користи просечне вредности величина и закривљености био-оптичких делова ока, као и осно поравнате и обртно симетричне, савршене површине. Као такво, шематско око је идеализација стварног ока - које није строго центрирано, нема савршене обртне површине, и мења оптичка својства у току прилагођавања (тј. фокусурања на ближе предмете), као и отвор зенице са нивоом осветљења - али је корисно како за утврђивање његових својстава као оптичког склопа, тако и утврђивање основних својстава слике коју производи. 
Постоји већи број различитих нацрта оптичког склопа ока, од оних најједноставнијих, са једниом сферном преламајућом површином, до оних са два сочива, асферичним површинама и променљивим индексом преламања. Сложенији модели, у начелу, боље представљају оптичка својства слике коју око производи, али су за већину намена једноставни модели довољно тачни за средишњи, најважнији део слике. Такође, разлике у односу на сложене моделе су и за веће видне углове често мање од разлика од једне до друге особе.
 Основни облик модела ока је тзв. опуштено око (енг. relaxed eye), стање у ком је око кад посматра удаљене предмете, и кад је притисак на очно сочиво најмањи. Често се даје и модел ока за врло блиске предмете, близу границе фокусне моћи ока, тзв. прилагођено око (енг. accommodated eye). Једина разлика између опуштеног и прилагођеног ока је у облику и оптичкој снази очног сочива; у овом другом, очно сочиво је због притиска кружног мишића задебљано и оптички јаче, тј. са краћом жижном даљином. Промена оптичке снаге сочива такође узрокује промену положаја осталих пет кардиналних тачака, као што слика десно приказује на примеру Галстранд-Емзлијевог ока (енг. Gullstrand-Emsley schematic eye, 1953), Галстрандово #2 око поједностављено изостављањем друге површине рожњаче што, због врло мале разлике у индексу преламања између рожњаче и воденастог тела, има занемарљиве последице по својства слике). Даљина предмета за прилагођено око на слици је око 10 диоптрија, тј. 0,1м.
 Нацрт на слици десно се заснива на Галстрандовом поједностављеном шематском оку (#2, 1911). Зеница ока је гранични отвор склопа; његова слика од стране претходног оптичког елемента (рожњаче) је улазни отвор - који је привидни (геометријски) граничник улазним зрацима из тачке предмета - на око 3 мм иза предње површине рожњаче, и 13% већи од зенице. Слика граничног отвора од стране оптичког елемента иза њега је излазни отвор склопа - који је привидни (геометријски) граничник улазним зрацима из тачке слике - незнатно мањи од зенице. Излазни отвор се приближно поклапа са зеницом ока. 
Пошто је индекс преламања средине у којој се ствара слика различит (већи) од индекса средине предмета, удаљеност предње жиже од прве главне равни је различита (мања) од удаљености задње жиже од друге главне равни, тј. склоп има неједнаке жиже (енг. unequifocal). Услед тога, чворне тачке су изван преломних или главних равни, и налазе се са обе стране задње површине очног сочива.
Начин стварања слике у склопу неједнаких жижа (у различитим размерама; главне и чворне тачаке су шире раздвојене, ради јасноће; такође, слика је даље од задње жиже, F', што је својстено тзв. прилагођеном оку). Висина слике тачке одређена је пресеком два зрака који полазе из тачке предмета, један нормалан на 2-гу главну раван, и други, који пролази кроз предњу жижу (F) и прелама се паралелно са осом на 1-вој главној равни. Слика тачке је такође одређене пресеком једног од ова два зрака и зрака који долази из друге чворне тачке (N'). Значај чворних тачака је у томе што зрак из тачке предмета усмерен ка првој чвоној тачки (N) излази из 2-ге чворне тачке под истим углом. Другим речима, чворне тачке одређују стварно видно поље. Привидно поље је одређено зраком који пролази кроз центар излазног отвора - тј. главним зраком - који пресеца оптичку осу у тачки између чворних и главних тачака (P,P'), и мање је од стварног поља (за ово шематско око, у сагласности са сталним рациом од око 0,82).
Слика створена оком често може да се довољно тачно представи користећи врло једноставан модел ока, са само једном преламајућом површином. Постоји више сличних модела ове врсте, звани "једноставно око" (енг. reduced eye); најједноставнији је Емзлијево поједностављено око (енг. Emsley reduced eye), код ког се, са граничним отвором на тој површини, улазни и излазни отвор поклапају са граничним, а такође се поклапају и прва и друга главна, и прва и друга нодална тачка (доле десно). Оптичка снага је 60 диоптрија (1/60=0,167м жижна даљина у ваздуху). Претпостављено је да се средиште фовее поклапа са задњом жижом, тако да се и оптичка и видна оса такође поклапају.

### Осе ока
Оптичка оса оптичког склопа ока је дефинисана као за сваки центриран, обртно симетричан склоп, као линија која пролази кроз средишње тачке површина. У случају ока, поред оптичке осе, постоје и друге које могу бити од значаја: видна оса, линија вида, оса отвора и оса средишта. 
Видна оса је линија која повезује средиште фовее и другу чворну тачку (најчешћа дефиниција; неки извори је дефинишу као линију која спаја средиште фовее са средиштем улазног отвора). 
Линија вида је изломљена линија која спаја тачку предмета са средиштем фовее кроз средишта улазног и излазног отвора (у офталмологији, линија вида се посматра као главни зрак, што је нетачно са становишта оптичке теорије, по којој је главни зрак онај који пролази кроз средиште граничног отвора).
Оса отвора је дефинисана као нормала на предњу површину рожњаче; у шематском оку, она је увек усмерена на средиште закривљености ове површине (као и претходна, у неким изворима посматрана као једнака главном зраку).
Најзад, оса средишта спаја тачку предмета и тачку обртне симетрије ока (у Гулстранд-Емзлијевом оку, тачка обртне симетрије је тачка на оптичкој оси на мање од половине - 0,39 - растојања између сочива и задње жиже од сочива).

## Оптичке аберације ока
Оптичке аберације ока су, због једноставности оптичког склопа и несавршености облика и поравнања његових био-оптичких површина, у начелу велике, нарочито при већим отворима зенице. Ово важи како за једнобојне (монохроматске) тако и за хроматске аберације. Ове прве се састоје како од коничних аберација, узрокованим одступањем целе површине од потребног коничног пресека, тако и локалних аберација, проузрокованих насумичним местимичним одступањима од потребне површине. 
Међутим, делом због малог увећања слике, и делом због исправљања од стране мозга, ове аберације - са изузетком дефокуса и, у мањој мери, астигматизма - немају значајан утицај на каквоћу слике коју видимо. 
Као последица скраћења таласне дужине светлости у воденастој течности ока у сразмери са 1/n, аберација дате величине у ваздуху је у слици ока већа у истој сразмери (то не значи да се дата аберација таласног фронта увећава по уласку у око, јер се са скраћењем таласне дужине смањује и грешка таласног фронта, у истој сразмери; за дату величину уздужне или попречне аберације у самом оку, међутим, одговарајућа грешка таласног фронта је већа сразмерно индексу преламања n, тј. 1,33 пута.) . 
Такође, пошто је разлика у индексу преламања између очног сочива (n~1,38-1,4) и воденасте течности (n~1,33) δn~0,05-0,07, дата неправилност површине сочива изазива до десетак пута мању аберацију него што би био случај са сочивом у ваздуху (n=1, δn~0,38-0,4). Слично важи за унутрашњу површину рожњаче, док је спољна површина рожњаче у овом погледу до десетак пута осетљивија.

### Метод обрнутог пресликавања, Шак-Хартман поступак
Због значајних асиметрија ока као оптичког склопа, и великих разлика од једне до друге особе, ни један оптички модел ока не може да пружи потпун увид у састав и својства његових аберација. Уобичајен начин да се до ових података дође је непосредно мерење аберација таласног фронта стварних, живих очију. Основни начин који се за то користи је обрнуто пресликавање (енг. reverse imaging) где се сноп паралелних зрака - дакле, раван таласни фронт - усмери кроз зеницу у око, и мали део ове светлости који се одбије од мрежњаче и врати се кроз зеницу користи се да се утврде изобличења таласног фронта изазвана проласком кроз оптичке делове ока (слика десно). 
Најчешће коришћен склоп за мерење изобличења, тј. очитавање таласног фронта је Шак-Хартманов склоп (енг. Shack-Hartmann wavefront sensor), у ком одбијен таласни фронт пролази кроз саће сачињено од малих сочива. Уколико је таласни фронт раван, свако сочиво производи слику тачке на својој оптичкој оси, и сва сочива заједно производе скуп слика тачака чији распоред у потпуности одговара распореду сочива. Ако је таласни фронт изобличен, његови делови улазе у сочива са различитим нагибима - у смислу зрака, под различитим угловима - те се и слике тачке коју сочива стварају померају мање или више од њихових оса, и нису више правилно распоређене (слика десно). На основу одступања слика тачки од оса сочива, рачунарски се налази одговарајући облик изобличења таласног фронта.
Већина извора се слаже у томе да овај и други начини мерења таласног фронта одбијеног од мрежњаче у начелу показују виши ниво аберација од стварног, због тога што мрежњача не представља једну рефлективну површину, него је састављена из више различитих слојева, кроз које се светлост додатно расипа. Процене величине ове додате грешке се, од једног до другог извора крећу од занемарљиве до значајне. Неслагања у резултатима мерења нису неуобичајена, због сложености поступка и значајних разлика од особе до особе. 

### Стајлс-Крофорд ефекат
Још један чинилац који умањује аберације стварног ока је тзв. Стајлс-Крофорд ефекат прве врсте (енг. Stiles–Crawford effect of the first kind), који се огледа у томе да осетљивост чепићасте ћелије на светлост смањује са удаљавањем упадног зрака од средишта зенице. Пошто се аберације у начелу повећавају са удаљавањем од средишње осе - дефокус и примарни астигматизам са квадратом отвора зенице, примарна кома и тролист са трећим степеном, а примарна сферна аберација са четвртим степеном висине зрака у отвору зенице - енергија коју оне расипају може бити знатно умањена. Будући да су чепићи основа вида до отвора зенице од око 4мм, и активни до преко 5мм, расута енергија спољне половине површине отвора зенице може бити смањена 20-30% (нешто више на слепоочној него на носној страни, слика десно)

#### Подела аберација ока
Основна подела аберација ока је на монохроматске (једнобојне, или једноталасне) и хроматске аберације. Унутар монохроматских, главна подела је на аберације вишег и аберације нижег реда. Независно од аберација, као основно и непроменљиво ограничење каквоће оптичке слике, које присуство аберација додатно погоршава, је дифракција светлости иза зенице ока.

### Дифракција светлости у оку
Дифракција, или одвајање светлости, узрокује да слика тачке на мрежњачи, чак и у потпуном одсуству аберација, није тачка, него мала светла мрља окружена тамним и сјајним прстеновима - Еријева дифракциона слика. Присуство аберација, у начелу, увећава ову слику, и додатно снижава каквоћу слике. У просеку, за отвор зенице до око 2мм, каквоћа слике коју ствара око је ограничена дифракцијом; са повећањем отвора преко 2мм аберације експоненцијално расту, и постају ограничавајући чинилац. 
Пошто се ниво аберација ока битно мења од једне до друге особе, мења се и највећи пречник зенице при ком је око ограничено дифракцијом (тј. са вредношћу Стрел рациа од 0,80, или вишом). Слика 11 показује податке мерења из једне од већих студија (109 учесника са нормалним видом). Просечна вредност у студији је 1,22мм, али је шири просек вероватно нешто већи. Као што граф показује, распон вредности је широк, од испод 0,5мм до преко 2,5мм.
Мада је линеарна и угаона величина дифракционе слике тачке, услед скраћења таласне дужине л у воденастој течности ока, мања у обрнутој сразмери са индексом преламања средине, ове слике су само умањен одраз слике у ваздуху. Следствено томе, раздвојна моћ ока, као и учесталост реза функције оптичког преноса, још увек су одређени општом вредношћу датом са λ/P, где је P пречник отвора.

### Монохроматске аберације ока
Списак најзначајнијих монохроматских аберација ока укључује дефокус, астигматизам, кому, сферну аберацију и тролист, као и оптичку храпавост, изазвану малим местимичним површинским деформација и неравномерношћу оптичке средине. Чак и добро, просечно око производи довољно аберација да захтева пречник зенице мањи од 2мм да би се приближило нивоу каквоће слике ограничене дифракцијом (~λ/14 РМС грешка таласног фронта за 0.55μm таласну дужину). Укупна грешка се експоненцијално повећава и опада са променом пречника зенице.
] 
Слика десно показује промену величине монохроматских аберација и величине дифракционе слике без аберација (као пречник Ери диска) са променом пречника отвора зенице (ниво укупних аберација је према Castejon-Mochon 2002, док су дате подгрупе аберације на приближном просеку наведених студија). Док је величина Ери диска обрнуто сразмерна отвору зенице, укупне аберације се мењају приближно у сразмери са квадратом отвора зенице, јер су две највеће аберације, дефокус и примарни астигматизам, сразмерни квадрату отвора зенице. Аберације вишег реда су ниске за мале отворе, али расту брже за веће отворе, јер су најзначајније међу љима сразмерне трећем и четвртом степену величине отвора.

#### Зерникеова пирамида
Пошто је таласни фронт који око производи по правилу неправилног облика, посебно при већим отворима зенице, за обраду аберација ока се користе Зерникеови аберациони полиноми. Међутим, Зернике шема која се користи у офталмплогији - АНСИ шема (енг. ANSI - American National Standards Institute standard Zernike expansion), популарно звана "Зерникеова пирамида" - се разликује од оних који се користе у оптичкој теорији. Основна разлика је у томе што је чинилац угаоне фреквенције m позитиван број за косинусне полиноме, и негативан за синусне, што графичком виду шеме даје облик пирамиде (уз то да је редослед полинома одређен редним бројем j, који је такође дефинисан другачије него у Зерникеовим низовима као Нолов и Вајантов, најчешће коришћеним ван офталмологије). Основна својства АНСИ шеме, заједно са првих 21 полиномом, су дата на слици десно.
Пуна ознака полинома је {\displaystyle Z_{n}^{m}(\rho ,\theta )}, где су ρ и θ координате тачке у отвору, али се оне обично изостављају, и полином се у двоиндексном облику обележава са {\displaystyle Z_{n}^{m}}, а у једно-индексном са Zj. У оба случаја се тако означава Зерникеов аберациони израз, који поред основног полинома садржи чинилац поравнања и аберациони коефицијент. У представљању стварних аберација, међутим, не користи се аберациони израз, него само аберациони коефицијент, чија је апсолутна вредност једнака РМС грешки таласног фронта, и који помножен са полиномом одређује величину тог облика одступања. Аберацион коефицијент се означава малим словом - у офтамолошкој литератури најчешће c или a - уз додатак дво- или једноиндексне ознаке која га везује за одговарајући аберациони полином; у овом тексту Зернике аберациони коефицијент се обележава словом z.
Прва два израза, пистон и нагиб (у офталмичкој терминологији на енглеском: prism), се обично изостављају, први јер му је вредност нула за склоп са једним отвором, а други јер утиче само на положај слике тачке, не и њену каквоћу.

#### Аберације нижег и вишег реда
Уобичајена подела аберација, заснована на Зерникеовој пирамиди, је на ниже, или аберације другог реда, за које је n<3 (дефокус и примарни астигматизам), и аберације вишег реда, за које је n≥3. Последње у начелу укључују неограничено велик број полинома, али се обично своде на аберације трећег до петог, или трећег до шестог реда, јер су аберације виших редова обично занемарљиве (треба рећи да је офтамолошка подела аберација на нижи и више редове, на основу Зерникеове пирамиде, другачија од поделе која се користи у оптичкој теорији, која је заснована на класичној аберационој функцији).
Оваква подела на аберације нижег и вишег реда је посебно погодна у случају ока, јер су две аберације нижег реда дају највећи допринос укупној грешки таласног фронта - дефокус, у просеку, око 2/3, и примарни астигматизам знатан део остатка (Зернике дефокус и примарни астигматизам чине преко 80% укупне грешке таласног фронта ока). Најзначајније аберације трећег реда су примарна кома и тролист, док је најзначајнија аберација четвртог реда примарна сферна.
Независно од поделе на аберације нижег и виших редова, према положају у односу на оптичку осу аберације се дале на осне, или средишње, и ваносне (или аберације ширег поља). За разлику од произведених оптичких склопова, оптичке површине ока по правилу нису центриране и поравнате, тако да су и уобичајене ваносне аберације, као астигматизам и кома, у већој или мањој мери присутне и у средишту видног поља. Осне аберације су важније од ваносних, јер снижавају каквоћу слике у средишту видног поља, које је предео најоштријег вида.

#### Осни дефокус и астигматизам
Мада су и у самом средишту видног поља, због оптичких несавршености ока, присутне различите аберације, далеко најзначајније по величини и утицају на каквоћу слике су дефокус и астигматизам. 

##### Осни дефокус
Грешка дефокуса постоји кад је тачка посматрања изван тачке жиже, тј. налази се испред или иза ње на оси сабирног снопа светлости; у случају ока, кад се жижа ствара испред или иза мрежњаче, због чега на мрежњачу пада више или мање расут сноп светлости (слика десно). Уколико је жижа испред мрежњаче, ради се о кратковидости (енг. myopia), а уколико је иза мрежњаче, о далековидости (енг. hyperopia). Најчешћи узрок средишњег дефокуса је несклад између оптичке снаге ока - рожњаче и очног сочива, укључујући моћ прилагођавања сочива - и величине стакластог тела. Додатни чиниоци могу бити ослабљен кружни мишић помоћу ког се сочиво прилагођава (тј. фокусира), као и нееластичност самог сочива. 
У просеку, физички веће око тежи да буде кратковидо, а мање далековидо. Пошто је стакласто тело, било због већег ока у целини, или због издужености у правцу оптичке осе, или због повећања удубљености рожњаче, много чешће увећано него умањено, кратковидост је такође чешћа од далековидости.
По офталмолошкој подели, дефокус (у офталмичкој терминологији на енглеском: focus, sphere, или refractive error) је једна од две аберације нижег реда, чији Зернике полином са означава са {\displaystyle Z_{2}^{0})} у двоиндексном обележавању, и са Z4 у једно-индексном. Зернике аберациони коефицијент дефокуса је {\displaystyle z_{n}^{m})}, или z4. Пошто он изражава величину аберације, служи као основа њеног изражавања у диоптријама, кроз:
{\displaystyle D=-{\frac {16z_{4}{\sqrt {3}}}{P^{2}}}=M} (1)
за з4 у микронима, и
{\displaystyle D=-{\frac {16\lambda z_{4}{\sqrt {3}}}{P^{2}}}} (1.1)
за z4 у јединици таласне дужине λ, где је P пречник отвора, тј. зенице ока (ознака M је уобичајена за тзв. сферни еквивалент - енг. spherical equivalent - који представља потребну јачину поправног сочива за отклањање дефокуса у офталмичком налазу). 
 Слика десно приказује дејство дефокуса и, у начелу, било које оптичке аберације на функцију ширења тачке (ФШТ) и оптичку слику. Пошто је оптичка слика конволуција геометријске слике и ФШТ - тј. слика се ствара тако што је свака тачка предмета замењена са сликом тачке, представљеном са ФШТ - ширење енергије у слици тачке доводи до пада оштрине слике и губљења мањих детаља, који постоје у самом предмету посматрања.
Диоптрија (енг. diopter), изражена са D=1/ƒ, где је ƒ жижна даљина у метрима, користи се ако мера уздужне аберације зрака. Будући да је ефективна жижна даљина ока у ваздуху ƒO~17.3мм, или ~0.0173м, његова диоптрија је D~58. Што је већа диоптрија, јача је оптичка снага, односно краћа жижна даљина. У случају дефокуса, 2D, на пример, значи да је стварна жижна даљина ока 60D, тј. за 1000/58-1000/60=0.57мм, или 1/29 жижне даљине краћа од даљине потребне да се жижа нађе на мрежњачи (у случају просечног ока). Негативна диоптрија указује на то да је стварна жижна даљина дужа. Тако -2D у овом случају значи 56D стварну жижну даљину, око 1/29 дужу од потребне.
Потребно поправно сочиво треба да има диоптрију исте снаге као диоптрија дефокуса, али супротног знака. На пример, за исправку грешке дефокуса од 2D потребно је сочиво снаге -2D, тј. жижне даљине f=-500мм (негативно сочиво). Ово непосредно произилази из једначине танког сочива за збирну жижну даљину, 1/ƒz=(1/ƒ1)+(1/ƒ2), која у диоптријском облику постаје Dz=D1+D2.
Дефокус у диоптријама може да се претвори у уздужни (линеарни) дефокус L=DƒO/58, и у В-Д грешку таласног фронта са W=L/8F2 која, са фокалним рациом ока F=17.3/P, може да се напише као W=LP2/2400. Замењујући L са DƒO/58, добија се израз за В-Д грешку одређену диоптријом, W=DP2/8046. РМС грешка таласног фронта за дефокус је мања у сразмери са 1/√(12), дакле ω=|D|P2/27,870, и једнака је апсолутној вредности Зернике аберационог коефицијента. Изражавајући D из последње једначине за ω=0.000041mm (РМС грешка дефокуса за најнижи "ограничен дифракцијом" ниво каквоће слике), даје одговарајућу грешку дефокуса у диоптријама као D~1.14/P2. Ово даје 0,29D за 2мм пречник зенице, и 0,13D за 3мм пречник.
Студије показују да сразмерно мало људи има тако низак ниво дефокус грешке. На пример, студија са 109 учесника са "нормалним" видом, старости 21 до 65 година (41 просек, Porter et al. 2000), нашла је дефокус у распону од +6D до -12D (-3D просек, ±3D стандардна девијација). Просечно око у овој студији је далеко од "ограниченог дифракцијом" чак и при пречнику зенице од 1мм. Друга студија са 100 студената (Indiana University School of Optometry) старих од 22 до 35 година (26,1 просек), нашла је врло сличан распон грешке дефокуса, од +5,5D до -10D, са скоро истим просеком (-3,1D) и истом стандардном девијацијом (Indiana Aberration Study, Thibos et al. 2002). Ови налази указују на то да се грешка дефокуса не повећава знатно са старошћу. У овој студији само 20% учесника су имали дефокус мањи од 1D.
По неким другим студијама, просечна грешка дефокуса људског ока је знатно нижа. За 59 студената старих између 20 и 30 година (24 године просек, Murcia University, Шпанија), нађена је просечна грешка од +1,3D, уз ±1,7D стандардбу девијацију (Castejón-Mochón et al. 2002). Ова неслагања указују на могуће постојање знатних разлика услед другачијег начина мерења, као и могућа знатна одступања од просека у мањим групама.
Могућ узрок разлике је и начин на који се израчунава грешка дефокуса. Ако се она израчунава непосредно на основу вредности Зернике коефицијента за дефокус, она не представља стварни дефокус ока, него вредност тог аберационог израза који у збиру са свим другим изразима даје одређени облик одступања таласног фронта (на пример, у случају кад је једина аберација примарна сферна, вредност Зернике израза за дефокус је нула, али дефокус постоји у изразу за примарну сферну аберацију, као ρ2 чинилац у Z12=6ρ4-6ρ2+1). Стварни дефокус је дат збиром вредности цоефицијента израза за дефокус и производа аберационог коефицијента и ρ2 у сваком изразу који га садржи (астигматизам и сферна абрација свих редова). 
 Налази студија говоре да је у случају ока дефокус садржан у осталим Зернике изразима углавном супротног знака, тј. умањује збирну вредност за све ρ2 чиниоце. У самој Indiana Aberration Study, где је просек Зернике дефокуса у диоптријама -3,1D, као просечан отвор зенице при ком оптичка слика ока достиже ограничен-дифракцијом ниво (0,0745λ РМС) наводи се 1,22мм (слика десно), уз астигматизам и дефокус као једине значајне аберације при овој величини отвора зенице и за астигматизам око четири пута мањи од дефокуса, захтева много мањи стваран дефокус, од око -0,8D (слика десно приказује расподелу величине отвора зенице ограниченог дифракцијом (0,80 монохроматски Стрел) међу учесницима ове студије). 
За блиске предмете, значајан чинилац дефокуса је моћ прилагођавања (енг. accommodation power) очног сочива. У диоптријама се може изразити једноставно као А=1/S, где је S удаљеност предмета у диоптријама, тј. метрима. На пример, моћ прилагођавања од 10D (диоптрија) представља способност ока да промени фокус од предмета у бесконачности (А=0), до предмета удаљеног 0,1м (А=10). Најмања удаљеност при којој је око способно да створи жижу на мрежњачи зове се најмања удаљеност јасног вида (енг. least distance of distinct vision), или удаљеност најближе жиже (енг. near-focus distance). За просечно око усвојена је вредност од 250мм.
Моћ прилагођавања ока се смањује са старењем, у просеку од 10-15 диоптрија код двадесетогодишњака, до 1-2 диоптрије са 60 година старости.

##### Осни астигматизам
Као и дефокус, примарни астигматизам је у офалмологији аберација нижег, другог реда. За усправни астигматизам (означен са Ј0 или Ј180 у офтамолошком налазу за потребну јачину поправног сочива у диоптријама), двоиндексна ознака за Зернике израз је {\displaystyle Z_{2}^{2}}, и за Зернике коефицијент {\displaystyle z_{2}^{2}}. За искошен астигматизам, одговарајуће ознаке су {\displaystyle Z_{2}^{-2}}, {\displaystyle z_{2}^{-2}} и Ј45. У једно-индексном означавању, редни број ј је 5 за усправан астигматизам, и 3 за искошен .
У оптичким склоповима са поравнатим оптичким елементима и обртно симетричним површинама, астигматизам је присутан само у спољним деловима слике, тј. постоји само за снопове светла који у склоп улазе под углом у одноду на оптичку осу. У случају ока, астигматизам је присутан и око оптичке осе, најчешће као последица сразмерно малих ваљкастих изобличења предње површине рожњаче. 
За разлику од астигматизма спољне слике, који расте са квадратом упадног угла, осни астигматизам има сталну величину у целом пољу слике, одређену степеном ваљкастог изобличења оптичке површине (или степеном непоравнања оптичких елемената у случају кад је то узрок).
Изрази за претварање Зернике коефицијента у диоптрије је:
{\displaystyle D=-{\frac {8z_{5}{\sqrt {6}}}{P^{2}}}=-J_{0/180}} (2)
за усправни астигматизам, и
{\displaystyle D=-{\frac {8z_{3}{\sqrt {6}}}{P^{2}}}=-J_{45}} (2.1)
за искошен. У случају кад су обе врсте присутне, збирни астигматизам је дат са:
{\displaystyle J={\sqrt {J_{180}^{2}+J_{45}^{2}}}} (3)
За претварање у В-Д грешку таласног фронта, изрази су:
{\displaystyle W_{3}=z_{3}{\sqrt {24}}} и
{\displaystyle W_{5}=z_{5}{\sqrt {24}}} (4)
Разлог за постојање Зернике израза за астигматизам оријентисан под два различита угла (слично је и за кому и остале обртно асиметричне аберације) је да се омогући одређивање облика одступања таласног фронта у случају кад астигматичне осе таласног фронта нису под правим углом - што је често случај са асиметричним, непоравнатим површинама ока. У том случају се облик таласног фронта представља збиром два астигматична изобличења са разликом у оријентације од 45° и потребним односом величине аберације. Одступање од правог угла између две астигматичне осе таласног фронта се назива угао осе (енг. axis), и дат је са 0,5[tan-1(J45/J0)], или 0,5[tan-1(z3/z5)].
Ниво осног астигматизма ока је у начелу знатно нижи од нивоа осног дефокуса. Тачан однос је тешко утврдити, јер се, слично као у случају дефокуса, резултати студија неретко битно разликују. У горенаведеним студијама за ниво дефокуса, које су такође мериле ниво астигматизма, однос астигматизма према дефокусу се креће од 1:3,6 (Castejón-Mochón et al., као Зернике коефицијент), преко 1:7 (Porter et al., као РМС грешка таласног фронта) до 1:10 (Indiana Aberration Study, као просечна уздужна грешка у диоптријама). 
Ови односи нису непосредно упоредиви, јер уздужна аберација у диоптријама није, за различите аберације, у истој сразмери са грешком таласног фронта. Такође, просечна вредност РМС грешке, која има само позитивну вредност, је у начелу већа од просечне вредности Зернике коефицијената, који могу бити позитивни или негативни (што је случај и са грешком у диоптријама). Ако се грешка астигматизма изражена у диоптријама претвори у Зернике коефицијенте, разлика је још већа, са просечним дефокусом већим 14 пута од просечног астигматизма у Thibos et al. у поређењу са 3,6 пута већим дефокусом у Castejón-Mochón et al. 
Трећа студија, Porter et al., са односом 7:1, још увек није непосредно упоредива, али пошто је удео грешке једног знака (позитивна за дефокус, негативна за астигматизам) преовлађујући, може се сматрати приближно упоредивом. Међутим, разлика је још увек сувише велика чак и за приближну представу просечног односа величина ове две најзначајније аберације ока. Резулатати друге две студије, 1:5,1 ((Cheng et al. 2004, 74 учесника 21-40 године стара, -2.50D±2.25D просечна грешка дефокуса и -0.70D±0.54D примарни астигматизам, последњи умањен сразмерно 0,51/2 у претварању у грешку таласног фронта), и 1:6,6 до 1:2,4 за око 20 и око 60 година старости, у том редоследу (McLellan et al. 2001, 38 учесника старости 23-65 година, такође после претварања у грешку таласног фронта), упућују на закључак да је осни дефокус, грубо, неколико пута већи од астигматизма. 
 Слика десно (по McLellan et al.) упућује на главне разлоге великих разлика у резултатима студија: 
(1) разлике у нивоу аберација од особе до особе су врло велике, што чини сразмерно мале групе учесника статистички непоузданим, и
(2) разлика између нивоа дефокуса и астигматизма се битно смањује са старењем 

#### Ваносни дефокус и астигматизам
Због несавршености поравнања и облика његових оптичких површина, аберације ока на широј површини мрежњаче су често асиметричне, насумично различите у величини од једног њеног дела до другог. Уопштено, ниво аберација се повећава прогресивно са удаљавањем од фовее. Ово је од малог значаја за оштрину вида у уобичајеним условима, кад је потребно само сразмерно мало средишње поље добре дефиниције, јер се инстиктивним усмеравањем ока ка предмету пажње његова слика доводи на фовеолу и фовеу, тј. у близину оптичке осе ока. Основна улога спољног дела мрежњаче је периферни вид, важан за оријентацију и опажање кретања: ниједно није значајно умањено присуством аберација ока. То више због ниске раздвојне моћи ћелија-пријемника у спољном делу мрежњаче.

##### Ваносни дефокус
Ваносна грешка дефокуса је дефинисана као разлика између осног дефокуса, и дефокуса на датом ваносном делу мрежњаче. Према томе, супротан - у већини случајева негативан - знак дефокуса у ваносној мрежњачи представља смањење грешке дефокуса, докле год је разлика мања од двоструке вредности осног дефокуса.
За разлику од средишњег дела слике ока, дефокус није највећа аберација у њеним спољним деловима - ту улогу преузима астигматизам. Чиниоци који утичу на промену грешке дефокуса у односу на средишње поље су неправилности у облику мрежњаче (који је положени елипсоид, али са променљивим полупречником, коничном константом и местимичним изобличењима), Пецвалова и астигматична закривљеност поља слике, као ипромене у оптичкој снази ока са променом просторног упадног угла светлости.
Слика десно приказује мапе дефокуса по студијама Mathur, Atchison, Charman, 2009, 2010 (5мм отвор зенице, 10 младих еметропа - особа са ниским нивоом осног дефокуса, у начелу 20/20 или бољи вид, мада дефиниција донекле варира од једног до другог извора - 20-30 година старости, 9 младих миопа, 22-35г - особа са кратковидошћу - и 7 старијих еметропа, 50-71г). Средишњи круг представља приближну величину фовее, док Н, С, Г и Д означавају носну, слепоочну, горњу и доњу страну мрежњаче, у истом реду. Горњи ред представља ваносни дефокус, мерен у односу на ниво осног дефокуса као нулте вредности. (енг. relative peripheral refractive error, RPRE). Доњи ред представља збирни РМС значајних аберација без дефокуса: примарни астигматизам и кому, тролист, примарну сферну аберацију, секондарни астигматизам, и четворолист. 
Дефокус је значајан део укупне аберације на овом делу мрежњаче (1D грешке дефокуса је приближно 0,9 микрона РМС). Астигматизам постаје највећа аберација изван овог поља, што се делом види на самим ивицама.

#### Ваносни астигматизам
Астигматизам је у основи ваносна аберација, неизбежна последица тога што светлосни сноп пролази кроз оптички отвор под углом. Услед тога, пресек снопа по проласку кроз отвор постаје елиптичан, и пошто дубина таласног фронта остаје приближно иста, полупречник закривљености таласног фронта расте од најмањег дуж кратке, до највећег дуж дуге осе елипсе пресека (слика десно). Тачке жиже појединих пресека се раздвајају, стварајући уместо једне жиже линију уздужног астигматизма. Мада ваносни и осни астигматизам имају исти облик, ваносни астигматизам се за разлику од осног мења са положајем тачке на мрежњачи, у сразмери са квадратом упадног угла.
Пошто је проузрокован нагибом упадне светлости, ваносни астигматизам је претежно дат Зерникеовим усправним астигматизмом {\displaystyle Z_{2}^{2}}, тј. Z5, такође означен са Ј0 или Ј180), док је искошени астигматизам {\displaystyle Z_{2}^{-2}}, Z3, Ј45), у просеку занемарљив.
Ваносни астигматизам тежи да буде већи на слепоочној страни мрежњаче (што се назире и на слици ). Ниво аберације се унеколико разликује од једне до друге студије. На графу десно, непрекидна линија представља просек за 20 еметропских очију (Gustaffson et al. 2001, еметропско око дефинисано као оно са мање од 0,5 диоптрија осног дефокуса и астигматизма), док испрекидана линија представља приближан просек две старије студије са приближно истим резултатима (Rempt 1971, Millodot 1981, 726 и 62 ока, у истом редоследу). Осенчена површина садржи појединачне податке за 20 еметропских очију из Umsbo et al. 2000. Астигматизам је низак у пољу полупречника од двадесетак степени, изван гога брзо расте са удаљавањем од средишта слике. У Густафсон ет ал. најнижи ниво је ван средишта слике, где се осни и ваносни астигматизам, супротних знакова, потиру.
Поред већ поменутих разлога разлика у налазима студија, у случају астигматизма је то вероватно и умањена тачност коришћења Зерникеових полинома круга за елиптично оивичене таласне фронтове косих упадних снопова, што је преовлађујући приступ (Зернике изрази за елипсу постоје, али су сложенији). Такође, ниво ваносног астигматизма се мења са жижном даљином склопа, тј. са степеном прилагођености очног сочива; у начелу, је већи за ближе предмете.
Као груби просек, уздужни астигматизам на 60° од средишта је око 5D (диоптрија) на носној страни, и око 8D на слепоочној, смањујући се према средишту приближно сразмерно углу. Пошто је сразмера уздужне аберације према жижној даљини ока једнака њиховој сразмери израженим у диоптријама, уздужна аберација је дата са: 
L=Dƒ/58 (5)
(у јединицама у којима је изражена жижна даљина ока ƒ), где је D уздужна аберација у диоптријама. Одговарајућа В-Д грешка таласног фронта за астигматизам је, са ƒ/P=F, и ƒ~17,3мм, дата са: 
{\displaystyle W_{a}={\frac {LA}{8F^{2}}}={\frac {D_{a}P^{2}}{8046}}} (6) или
{\displaystyle W_{a}={\frac {DP^{2}}{4,43}}} (6.1)
у јединици таласне дужине λ=0,55μm. За пречник зенице P=5мм, то даје распон В-Д грешке астигматизма од око 46λ на 60, до око 1,25λ на 10, на слепоочној страни, и око 40% мање на носној.
За дату вредност уздужне грешке, В-Д грешка таласног фронта је иста за астигматизам 2. реда и дефокус. Међутим, пошто је однос В-Д према РМС грешци различит, дат са √(24) и √(12) у истом редоследу, РМС грешка таласног фронта - што значи и апсолутна вредност Зернике коефицијента - је већа за дефокус у сразмери са √2. 
Пошто се уздужни астигматизам не мења са променом пречника отвора, грешка таласног фронта - која је сразмерна односу попречне аберације и Ери диска - се мења у сразмери са квадратом пречника отвора. На пример, РМС грешка таласног фронта при отвору зенице од 5мм је 25 пута већа него при отвору од 1мм.

### Монохроматске аберације вишег реда
Мада је број Зернике израза у класи аберација вишег реда неограничен, само неколико од њих су довољно велике да имају неки значај. То су аберације 3. реда, тролист и примарна кома, и од аберација 4. реда једино примарна сферна аберација. Остале аберације вишег реда могу имати значај само у њиховом укупном збиру, а и тада у начелу мали. Упросечене за већи број особа, аберације вишег реда теже нули, изузев сферне аберације, која је доследно кратко-жижна (енг. under-corrected). 
Аберације ока вишег реда је теже исправити офтамолошким средствима него аберације нижег реда, дефокус и астигматизам. Због тога оне могу бити ограничавајући чинилац каквоће оптичке слике, мада је, због њиховог у просеку ниског нивоа, степен ограничења значајан само у појединачним случајевима. Као пример, у Thibos et al. 2002, просечни ниво преосталог дефокуса и астигматизма после офтамолошке исправке од ~0,25D је био још увек знатно виши од збира аберација вишег реда.
Ниво аберација ока вишег реда измерен у студијама је сталнији него у случају аберација нижег реда. Појединачне разлике, међутим, могу бити значајне. Због тога, слично као и за аберације нижег реда, налази ни једне од студија посебно не могу да се посматрају као да представљају тачан ниво аберација уљудског ока. Налази већег броја студија, међутим, у мери у којој се приближно слажу дају приближно тачну слику распона одступања, као и приближне просечне вредности.

#### Величина аберација вишег реда
Слика десно даје преглед величине аберација ока, користећи мерења из неколико студија. Граф лево приказује осне аберације другог (дефокус, коефицијент z4, усправан и искошен примарни астигматизам, z3 и z5), трећег (усправан и искошен тролист, z6 и z9, усправна и водоравна кома, z7 и z8) и четвртог реда (искошен и усправан четворолист, z10 и z14, искошен и усправан секундарни астигматизам, z11 и z13, и примарну сферну аберацију, z12). У мањем оквиру су увећане аберације вишег реда. 
Десно горе су приказане аберације вишег реда за два различита отвора зенице (лево), и у зависности од угла поља слике (десно, за 5,1мм пречник зенице ). Чак и при сразмерно малом отвору зенице од 3мм, аберације 3. и 4. реда превазилазе ниво при ком је око "ограничено дифракцијом", тј. снижавају Стрел рацио испод 0,80. Даље од средишта поља, за упадне углове око 30° и веће, чак и аберације 6. реда снижавају Стрел испод 0,80, мада су занемарљиво мале у поређењу са аберацијама нижих редова. Сразмерно спор пораст ваносних аберација 3. реда, тролиста и примарне коме, упућује на закључак да су оне највећим делом изазване непоравнатим површинама ока, када имају исту величину у свим деловима поља слике. На пример, кома, која као конична аберација расте сразмерно углу поља, била би на 50° пет пута већа него на 10°, док би тролист, који као конична аберација расте сразмерно трећем степену угла поља, био чак 125 пута већи. Измерене аберације 3. реда на 50° у студији су, међутим, само око 70% веће него на 10°.
Десно доле је приказан ниво аберација вишег реда у зависности од старосног доба за дат отвор зенице (лево) и за тзв. физиолошку зеницу, која се у начелу смањује са старошћу. У првом случају, ниво аберација се знатно повећава са старошћу. У другом случају, међутим, због смањења отвора зенице са старошћу, аберације ока на горњем делу старосног распона су само мало веће него на доњем у условима високог нивоа осветљености, док су у условима ниског нивоа осветљености - због тога што се повећање зенице у тим условима смањује са старошћу - аберације "старог" ока у ствари нешто ниже.

#### Кома, тролист и сферна аберација
Најзначајније по величини Зернике аберације вишег реда, тролист, примарна кома и примарна сферна аберација, приказане су на слици десно (по Applegate et al. 2007, са 146 учесника са нормалним видом, старости од 20 до 80 година). Престављене су њихове осне вредности, дакле величина у средишњем делу слке. Тролист и кома су, уобичајено, сличне величине, док је сферна аберација већа при великим, и мања при малим отворима зенице. Све три расту експоненцијално са отвором зенице, и знатно спорије са старошћу (ово важи за аберације вишег реда уопште, као и за дефокус и примарни астигматизам). 
Све три аберације се повећавају са повећањем отвора зенице у мањој сразмери од оне у којој би се повећавали у пасивном оптичком склопу. Кома и тролист би се, сагласно броју реда n, увећавали сразмерно трећем степену величине отвора, а сферна аберација сразмерно четвртом. То показује да се у људском оку, као активаном биолошком склопу, значајно смањује величина ових аберација при већим отворима зенице. У случају осне сферне аберације, најзначајнији чиниоци у овом погледу су асферне (попожени елипсоид) површине рожњаче и очног сочива, као и опадање индекса преламања очног сочива према ивицама. 
У случају коме и тролиста, смањена стопа раста указује на то да се непоравнање оптичких површина ока, који је главни узрок ових аберација у оку - и рожњача и очно сочиво су нагнути у односу на оптичку осу, која се поклапа са путањом главног зрака, док је само сочиво такође нагнуто у односу на рожњачу и мало децентрирано - у начелу смањује са повећањем отвора зенице.
Као што је напоменуто, ове три значајне аберације вишег реда су у просеку много ниже од аберација другог реда, дефокуса и астигматизма. Као такве, у начелу, могу имати сразмерно мали значај тек пошто су аберације другог реда у довољној мери исправљене.

### Хроматске аберације ока
Ниво хроматизма, како уздужног, тако и попречног, који ствара људско око је, по оптичким мерилима, значајан. Само раздвајање боја беле светлости је мало видљиво због ниског увећања, а такође и јер се одстрањује из слике у току њене мождане обраде, али расипање енергија светлости различитих таласних дужина још увек може да снизи оштрину слике. 
Хроматизам у оку је такође пригушен неравномерним распоредом Л- М- и С-чепића, чије је заједничко дејство неопходно да се светлост одређене таласне дужине претвори у боју. Нормално око скоро да нема С-чепића у средишњих 1° фовее (фовеола), што за последицу има да је за овај део мрежњаче уобичајена лепеза дугиних боја коју око види приближно сведена на белу, плаву и црвену (тробојан вид, енг. tritanopia). 
Тробојни вид се сматра обликом слепила за боје само кад је присутан ван фовеоле. У том случају може да буде јаче или слабије изражен, у зависности од нивоа недостатка С-чепића. Хроматизам може бити додатно ослабљен присуством других облика слепила за боје: тзв. двобојан вид, или због недостатка тј. ниске активности Л-чепића (енг. protanopia), или због недостатка или ниске активности М-чепића (енг. deuteranopia), као и потпуно слепило за боје, када су чепићи само делимично (С-чепићи) или потпуно неактивни (енг. monochromacy). Слепило за боје је, међутим сразмерно ретко, јављајући се код мање од 10% људи.
Најзад, Стајлс-Крофорд ефекат, као и у случају монохроматских аберација, такође у извесној мери снижава и хроматске аберације ока. 
За разлику од монохроматских аберација, разлике у нивоу хроматизма од једне до друге особе су мале. Разлог тога је да је хроматизам пре свега изазван оптичким својствима - индексом преламања и дисперзијом - оптичких средина, и степеном закривљености оптичких површина, док неправилности облика површина имају сразмерно мало последица. 

#### Уздужни и попречни хроматизам
Око производи уздужни и попречни хроматизам. Као оптички склоп који се састоји од средина са сразмерно малом им разликама у нивоу преламања и разилажења (дисперзије) расипања светлости, облик уздужног хроматизма ока је тзв. примарни хроматизам: краће таласне дужине се знирају пре дужих. Налази студија показује да је уздужни хроматизам (хроматски дефокус) ока у пуном распону светлости око 2D (диоптрије, тј. за жижну даљину од 58D у зелено-жутој светлости са жижом најкраћих таласа од око 59,5D (16,8мм), и најдужих од око 57.5D (17,4мм, оба за ефективну жижну даљину у ваздуху; стварна жижна даљина је за трећину већа). 
Попречни хроматизам, који у начелу спада у аберације ивице поља, у случају ока је редовно присутан и у средишту слике, као последица непоравања оптичких делова и површина ока.
 Слика десно приказује резултате мерења уздужног хроматизма људског ока из више студија (граф лево), као и облик уздужног и попречног хроматизма ока (десно). Ниво уздужног хроматизма се може тачно приказати и са најједноставнијим моделом ока, са само једном преломном површином и водом као оптичком средином (тзв. "водено око", енг. water eye). Умерена грешка се јавља само према кратким таласним дужинама, и може се отклонити заменом воде са оптички незнатно јачом средином (тзв. хроматско око, енг. chromatic eye, или Indiana eye; оно уз то има гранични отвор унутар оптичке средине ока, приближно на месту зенице, што такође омогућава тачније представљање попречног хроматизма). 
Другим речима, у јединици жижне даљине ока од око 58D, или 17,3мм, размак између тачке жиже љубичасте и црвене светлости је око 1/29, или 0,57мм. За таласну дужину највише фотопске осетљивости λ=0,55μm, то представља 11,4λ В-Д грешку таласног фронта дефокуса (сразмерно веће за љубичасту, и мање за црвену светлост) при отвору зенице од 5мм, и 1,86λ при отвору од 2мм. За две Фраунхоферове линије које се уобичајено користе, C и F, дефокус је око 0,9D, тј. 0,27мм. У односу на е-линију, близу фотопског врха од 0,55μm, дефокус у C линији је око 0,4D, и у F линији 0,46D. Одговарајућа В-Д грешка таласног фронта при 2мм отвору зенице је око 0,37λ у првом, и 0,43λ у другом случају, такође у јединици λ=0,55μm. Ово је на нивоу В-Д грешке секондарног хроматизма телескопа ахромата отвора 0,1м и жижне даљине од 3м (ƒ/30), са вредношћу полихроматског Стрел рациа од око 0,9.
При 5мм отвору зенице, В-Д грешка је, сразмерно квадрату отвора, 6,25 пута већа.
 Слика 18 приказује дејство уздужне хроматске аберације на ФШТ и оптичку слику предмета. Услед расипања краћих и дужих таласа светлости из Ери диска, изазваних хроматским дефокусом, око њега се ствара љубичасто окружење енергије, које узрокује пад оштрине целе слике, која је састављена од дифракционих слика тачки предмета. Уколико је површина предмета довољно сјајна, ова расута боја је приметна и око ивичних делова слике. Мада значајна по оптичким мерилима, уздужна хроматска аберација, као и аберације просечног ока уопште, нема приметан ефекат на каквоћу слике ока, првенствено због њеног ниског увећања.
 Десно на слици 17 су преувеличани прикази уздужног (горе) и попречног (доле) хроматизма ока. Као што показује, попречни хроматизам настаје тако што светлост различитих таласних дужина у снопу беле светлости са датим упадним углом, због различитог угла преламања ствара жижу на различитим удаљеностима од осе, тј. има различито попречно увећање (због чега се такође назива "хроматско увећање").
Последица је попречно издужење дифраксионе слике тачке (слика десно), са дифракционим сликама краћих таласа (плава-љубичаста) ближе оси, и дужих даласа (црвена) даље од осе у поређењу са дифракционом сликом зелено-жуте светлости. 
 Главни узрок присуства попречног хроматизма у средишту слике је је неправилан положај очног сочива у односу на оптичку осу (у случају стварног ока, раздвојеност видне и оптичке осе ока, са очним сочивом које, у начелу, тежи да буде поравнато у односу на видну осу). Последица је попречни помак ока p у односу на оптичку осу (енг. decenter) који је, за таласне дужине λ1=0,433μm и λ2=0,633μm, непосредно везан за ниво попречног хроматизма δ у лучним минутима кроз емпиријски утврђен однос δ=5p (Thibos et al. 1992). За F и C линије, однос је δ=3,6p, што значи да је 1' попречног хроматизма изазвано попречним помаком сочива мањим од 0,3мм. 
Као и уздужни хроматизам, попречни хроматизам се не мења линеарно са променом отвора зенице, али се мења величина попречне аберације у односу на Ери диск, чија величина је обрнуто сразмерна величини отвора. Грешка таласног фронта - као дефокус у случају уздужног, и као нагиб у случају попречног хроматизма - је сразмена односу попречне аберације и Ери диска. 
Мањи граф на дну десно показује распоред измерених нивоа доосног, тј. унутар фовее, попречног хроматизма (85 учсника са нормалним видом, 4,7мм отвор зенице, за наранџасту светлост таласне дужине λ=0,605μm, и плаво-зелену светлост са λ=0,497μm, Rynders et al. 1996), који се приближно поклапа са Рејлијевим распоредом вероватноће (енг. Rayleigh probability distribution). Просечан ниво је 0,83' (лучних минута) за поменуте таласне дужине. За F (λ=0,486μm) и C(λ=0.656μm) Фраунхоферове линије, као две граничне таласне дужине у којима фотопска осетљивост ока још није сасвим занемарљива обично коришћене за мерења нивоа видног хроматизма, размак, који је сразмеран разлици у индексу преламања, је 45% већи, тј. 1,2'. Пошто је за λ=0,55μm пречник Ери диска у лучним минутима, дат са R=4,6/P, где је P пречник отвора зенице, при отвору зенице од 4,7мм просечан F-C попречни хроматизам је нешто већи од Ери диска. Међутим, пошто је, због аберација, мрља слике тачке при овом отвору зенице много већа од Ери диска, попречни хроматизам није приметан.
При отвору зенице од 2мм, кад је просечно око приближно "ограничено дифракцијом", угаона величина пречника Ери диска за λ=0,55μm, је 2,3' (из 2,44λ/P у радијанима, помножено са 57,3x60 за лучне минуте). Грешка попречног хроматизма је сразмерно мања, са размаком између F и C линија тек мало преко половине Ери диска. Емпиријска апроксимација за полихроматски Стрел (за фотопску осетљивост ока у распону таласних дужина од 0,43μm до 0,67μm) у зависности од релативног F-C размака p у јединици Ери диск пречника, SP~1-p2/(1+1.2p2), за p=0,52 даје вредност од 0,80. Пошто је због монохроматских аберација Стрел већ снижен на ~0,80 за просечно око, попречни хроматизам га даље снижава на ~0,64 ниво. Узимајући у обзир присуство уздужног хроматизма, који додатно снижава вредност Стрел рација, укупно дејство хроматизма на каквоћу слике при овом отвору зенице није сасвим занемарљиво.
Међутим, да би се погоршање каквоће слике на нивоу Стрел рациа од 0,80, и нешто нижем, приметило, потребно је да је угаона величина Ери диска око пет лучних минута (у домену оптичких телескопа, ово је увећање једнако пречнику објектива у мм, или 25 пута пречник објектива у инчима). Пошто је увећање ока при отвору зенице од 2мм упола мање, не само попречни хроматизам, него и укупне аберације просечног ока су у начелу занемарљиве. Са даљим смањењем отвора зенице угаона величина Ери диска се повећава, а аберације смањују, и око и номинално постаје "ограничено дифракцијм" тј. са Стрел рациом изнад 0,80.

### Укупне аберације ока
У сваком оптичком склопу аберације таласног фронта додатно шире енергију дифракциона слике тачке, одређујући тиме коначан ниво каквоће слике.Дакле, да би се он одредио, неопходно је посматрати збирно дејство свих присутних аберација и дифракције.
Као општи просек, сматра се да је каквоћа слике претежно ограничена дифракцијом - тј. са монохроматским Срелом од 0,80 или вишим - за отвор зенице мањи од 2мм, и аберацијама за отворе од преко 2мм. Међутим, каквоћа слике коју видимо је у начелу погођена знатно мање него што то вредност Стрел рациа наговештава, пре свега због нискиг увећања оптичке слике ока.

#### Функција ширења тачке и функција преноса контраста
Слика десно приказује укупне аберације ока. Под (А) је функцију ширења тачке (ФШТ) једног од модела ока (Sakamoto ет al. 2008), сличном широкоугаоном моделу Навара (енг. Navarro wide-angle schematic eye), са мало измењеним вредностима попречног помака очног сочива, као и са тороидним изобличењем унутрашње површине рожњаче, да би однос две најзначајније фовеалне аберације после дефокуса, примарног астигматизма и коме, при отвору зенице од 6мм био приближно у сразмери са емпиријским мерењима (слика 16). ФШТ је приказана као монохроматска и делом полихроматска - Фраунхоферове линије Ф, е и Ц. Полихроматска ФШТ је дата као бела светлост, што је ближе оном како је видимо, док је распоред зрака за те три таласне дужине приказан у малом оквиру, за 2мм отвор зенице. Такође, приказана је сразмерна величина чепића и штапића, у распону од најмањих до највећих.
Аберациона ФШТ је мања од 5' за отвор зенице од око 3мм и мање, што значи да аберације, мада значајне, не утичу на каквоћу слике коју видимо (испод 2мм око просечно постаје ограничено дифракцијом, не аберацијама). За отворе од око 4мм и веће, аберациона ФШТ је већа од 5', али су то отвори зенице при ниским нивоима осветљености, кад штапићи преучимају улогу главних пријемника. Пошто они имају много лошију раздвојну моћ - грубо, око пет пута - дејство аберација на каквоћу слике просечног ока остаје занемарљиво.
Под (Б) је утицај појединих врста и група аберација на оштрину слике, изражен функцијом преноса висине (109 учесника са нормалним видом, Guirao et al. 2002). Ради поређења, додат је пренос за 200мм ƒ/5 телескоп ахромат, чији полихроматски Стрел, углавном због уздужног хроматизма и сферохроматизма, је око 0,45. Овај ниво абрација у телескопу изазива приметан пад оштрине слике, али само при увећањима од око 5x по милиметру објектива, тј. са Ери диском увећаним до око 5 лучних минута или више. Угаони пречник Ери диска при 5,7мм отвору зенице је свега 0,8 лучних минута, близу 6 пута испод нивоа увећања које почиње јасно да показује ефекат аберација. Као што су аберације, мада бројчано високе, практично неприметне са упоредивим увећањем (око 35x), у ахромату, тако је и њихов ефекат на оштрину вида мали до занемарљив, упркос значајном паду бројне вредности преноса оштрине. 
Тзв. учесталост реза, тј. величина најмањег детаља који се може раздвојити оком, зависи не само од преноса контраста, него и од најнижег нивоа оштрине потребног оку. На графу је назначено како овај најнижи ниво експоненцијално расте са приближавањем граничним учесталостима. 

#### Опис таласног фронта Зернике аберацијама
Слика десно даје податке модела ока коришћен за добијање ФШТ на слици 21, мапе таласног фронта и одговарајуће Зерникеове аберационе функције које описују таласни фронт за 2мм и 6мм пречник зенице (оптички подаци су на енглеском: „SRF“ је оптичка површина, "GLASS" оптичка средина, "CC" конична константа, "DCX" и "DCY" координате помака елемента од осе у мм, и "CVX" тороидно изобличење површине као као инверзна вредност полупречника закривљености површине). Угао поља од 0° одговара тачки пресека мрежњаче и оптичке осе. Пошто је угаони размак између ове тачке и фовеоле 4-8°, угао од 5,62° приближно одговара просечном положају фовеоле, дела мрежњаче где је вид најоштрији.
Вредност уздужног дефокуса је -0,25мм (негативан знак значи да се зраци секу испред мрежњаче, тј. кратковидо око), приближно у складу са просечном вредношћу стварног дефокуса из Indiana Aberration Study (-0,8D у студији, -0,9D у моделу ока). Зернике аберациона функција даје РМС грешку таласног фронта као квадратни корен збира квадрираних коефицијената проширења за сваки Зерникеов израз, где је вредност коефицијента добијена дељењем дате вредности Зернике израза са одговарајућим чиниоцем поравнања (на пример, у одсуству дефокуса при 2мм отвору зенице, приближно цела РМС грешка таласног фронта долази од примарног астигматизма, и дата је квадратним кореном збира квадрата вредности косинусног и синусног израза подељених са √6).
При отвору зенице од 2мм, једине две значајне монохроматске аберације су дефокус и примарни астигматизам, док су при 6мм отвору значајне и аберације вишег реда, примарна кома и сферна аберација.

## Око као оптички детектор
Основна својства оптичког детекотора су раздвојна моћ и спектрална осетљивост. У вези са осетљивошћу, важан је и степен осветљености, тј. пренос светлости до детектора.

#### Раздвојна моћ
Раздвојна моћ је, у одсуству аберација, одређена величином јединичног пријемника. У случају ока, постоје две основне врсте пријемника, чепићи и штапићи. Њихова величина, у начелу, расте са удаљеношћу од фовеоле (у случају чепића, такође и размак између њих), Следствено томе, раздвојна моћ и једних и других опада према спољном делу мрежњаче (слика десно). Највиша раздвојна моћ чепића је у фовеоли, око једне лучне минуте, док је за штапиће раздвојна моћ највиша - око осам пута лошија - у непосредном окружењу макуле, десетак степени од фовеоле. 
 Слика 24 дочарава изглед фовеоле, дела мрежњаче са највишом раздвојном моћи. Пречник просечног фовеалног чепића је око 2μм (тј. 0,4 лучне минуте). Уобичајено мерило раздвојне моћи је тзв. пуна ширина на полувисини (енг. Full Width at half Maximum, FWHM) функције ширења тачке (ФШТ). При отвору зенице од 2мм, аберације су сразмерно ниске, и раздвојна моћ за два тачкаста извора приближно истог сјаја није умањена - одређена је размаком на ком се два FWHM приблишно додирују (размак једнак λ/D у радијанима, где је λ таласна дужина, а D пречник отвора). При отвору од 1мм аберације су још ниже, али је угаони пречник FWHM два пута већи, и раздвојна моћ је лошија. При отвору од 6мм, Ери диск је два пута мањи, али је ФШТ много већа због високог нивоа аберација, и раздвојна моћ је такође лошија. 

#### Спектрална осетљивост
Спектрална осетљивост ока, у поређењу са приближним распоном осетљивости CCD пријемника је дата на слици десно. И фотопска и скотопска осетљивост ока су знатно уже у распону од осетљивости CCD пријемника. Обе су ради упоредивости сведене на приближан ниво просечне осетљивости CCD пријемника (испрекидана линија). Стварна осетљивост је много виша за штапиће него за чепиће, док се ни један у том смислу не може непосредно поредити са CCD пријемником, чија стварна осетљивост зависи од дужине изложености светлости. Пријемници ока немају способност додавања фотона, јер се пигмент који их детектује непрестано троши и обнавља.

#### Пренос светлости
Пренос светлости до мрежњаче је умањен апсорпцијом и расипањем светлости у оптичким деловима ока. Слика десно (по Transmission of the ocular media, Boettner and Walter 1962) приказује смањење преноса светлости услед апсорпције До мрежњаче стиже око 80% светлости, било непоредно (већи део) или расуто, изузев за таласне дужине испод 0,45μм, за које пренос брзо пада до нуле на око 0,4μм.
Удео расуте светлости је значајан, и нешто већи за краће него за дуже таласе. По мерењима у истој студији, удео тзв. непоредне светлости, тј. светлости која из тачке посматраног предмета стиже у слику тачке у оку, је мање од половине укупно апсорбоване светлости од стране мрежњаче за краће таласе (плава-љубичаста), око 60% за дуже таласе (црвена) и 50-55% за зелено-жуту светлост.

## Око у афокалном (безжижном) склопу
У безжижним (афокалним) системима за увећање слике предмета, као оптички телескоп и микроскоп, услови под којима људско око ствара оптичку слику су различити од оних при непосредном посматрању предмета, због чега и сама слика има различита својства. Разлике су:
(1) одстрањивање најзначајније аберације ока, дефокуса, путем механизма за фокусирање
(2) стварање слике оптичке слике, уместо стварања непосредне слике предмета
(3) у начелу много већа слика предмета него непосредним посматрањем, и
(4) под условом да је гранични отвор одређен пречником излазног отвора окулара, што је у начелу случај, раздвојна моћ ока у безжижном склопу је једнака раздвојној моћи његовог објектива
Одстрањивње дефокуса битно побољшава каквоћу слике по оптичким мерилима (слике 22 и 23), али је стварно побољшање виђене слике значајно само у случајевима кад је грешка дефокуса особе знатно већа од просечне. 
 Слика десно приказује око пред дифракционом сликом предмета створеном од стране објектива. Да би зраци из окулара изашли у паралелним сноповима, потребно је да се задња жижна раван објектива - тј. раван слике - поклапа са предњом жижном равни окулара. Ове паралелне снопове из сваке тачке слике објектива око пресликава у слике тачки на мрежњачи, тј. у слику у оку (лево).
На десној страни је приказано кретање, тј. обртање ока при посматрању деловеслике објектива даље од оптичке осе. Обртање може бити пропраћено малом променом положаја ока, тј. главе, да би се излазни отвор окулара задржао приближно у пределу зенице ока.

### Пресликавање дифракционе слике
Пошто је оно што око непосредно (тј. кроз окулар) види дифракциона слика предмета створена од стране објектива, око у овом случају ствара дифракциону слику дифракционе слике објектива. У основи, дифракциони рачун којим се долази до распореда енергије друге дифракционе слике је исти као и за прорачун дифракционе слике предмета, изузев што се уместо са површине предмета, таласни допринос свакој тачци коначне слике интегрише са површине међуслике. Из геометрије зрака може се показати да је разлика у оптичком путу, тј. збирна таласна фаза у тачци коначне слике - под условом да окулар не уноси никакве аберације - једнака фази одговарајуће тачке међуслике, тј. прве дифракционе слике, само са супротним знаком. Пошто фаза одређује збирну висину (амплитуду) таласа у тачки, а збирна јачина, тј. енергија је једнака квадрату висине, то значи да је дифракциона слика Еријеве дифракционе слике у оку иста, изузев за чинилац увећања (слика десно). 
Будући да је проширена оптичка слика састављена од дифракционих слика тачки предмета пресликавања, ово важи и за проширену коначну слику. 

### Увећана слика у оку
Гледана кроз овакав склоп, оптичка слика предмета на мрежњачи је много пута већа него у случају посматрања голим оком. У микроскопу, увећање је дато са TV/ƒOBƒOK, где је Т оптичка дужина микроскопске тубе (стандард 160мм), V је просечна најмања даљина оштрог вида (250мм), а ƒOB и ƒOK је жижна даљина објектива и окулара (слика десно). Мада увећање оптичког микроскопа може да буде преко 1000x, због по правилу врло мале угаоне величине посматраног предмета, слика на мрежњачи не прелази 1° (1/3 мм) у пречнику. То значи да у целини остаје у најоштријем пољу вида, одређеном пречником фовеоле (~1/3 мм), и пољу оштрог вида, идређеног пречником фовее (~4,5мм). 
У случају телескопа, где се границом корисног увећања за већину објеката сматра двоструки износ пречника објектива у милиметрима (додатно снижено атмосферским условима за веће телескопе), слика највећих небеских тела на мрежњачи може да се простире далеко ван поља оштрог вида (нпр. слика Орионове маглине (M42) при увећању од 100x мери око 100 степени у пречнику), али је и у том случају ово од малог значаја, јер се усмеравањем ока према њему посматран део слике доводи у средишњи део мрежњаче, тј. у поље оштрог вида (слика 28 десно). Већина небеских тела је знатно мања; Јупитер, на пример, чији је привидни пречник голим оком око 40 лучних секунди, при увећању од 200x производи слику пречника мањег од 2° на мрежњачи. 
Раздвојна моћ ока у безжижном склопу је једнака раздвојној моћи објектива, под условом да је постоји довољно увећање да се делови слике раздвојени у слици објектива виде раздвојени у њеној пројекцији на мрежњачи. На пример, дифракционе слике два тачкаста извора светлости на размаку од 2 лучне секунде биће јасно раздвојени у слици објектива пречника 100мм, али да би се видели раздвојени захтевају увећање од бар 70-так пута, потребно да дужина њихове слике на мрежњачи достигне око 5 лучних минута - најмању угаону величину при којој је просечно око способно да разазна облик слике предмета - тј. да обухвати преко 10 фовеалних чепића, са бар једним неосветљеним, или слабо осветљеним редом чепића између две дифракционе слике.